# Syzeuctus eximius
Syzeuctus eximius là một loài tò vò trong họ Ichneumonidae.